# Weinhardt Ferenc
Weinhardt Ferenc, Vermes (Szombathely, 1903. augusztus 26. – Szombathely, 1980. október 8.) válogatott labdarúgó, kapus. Polgári foglalkozása motorszerelő volt.

## Pályafutása

### A válogatottban
1925 és 1929 között 10 alkalommal szerepelt a magyar válogatottban.

## Statisztika

### Mérkőzései a válogatottban
| Magyarország | Magyarország         | Magyarország              | Magyarország  | Magyarország | Magyarország  | Magyarország | Magyarország | Magyarország |
| #            | Dátum                | Helyszín                  | Hazai         | Eredmény     | Vendég        | Kiírás       | Gólok        | Esemény      |
| ------------ | -------------------- | ------------------------- | ------------- | ------------ | ------------- | ------------ | ------------ | ------------ |
| 1.           | 1925. július 19.     | Krakkó, Wisla-pálya       | Lengyelország | 0 – 2        | Magyarország  | barátságos   | -            |              |
| 2.           | 1926. szeptember 19. | Bécs, Hohe Warte          | Ausztria      | 2 – 3        | Magyarország  | barátságos   | -            |              |
| 3.           | 1926. november 14.   | Budapest, Üllői úti pálya | Magyarország  | 3 – 1        | Svédország    | barátságos   | -            |              |
| 4.           | 1926. december 19.   | Vigo                      | Spanyolország | 4 – 2        | Magyarország  | barátságos   | -            |              |
| 5.           | 1926. december 26.   | Porto                     | Portugália    | 3 – 3        | Magyarország  | barátságos   | -            |              |
| 6.           | 1927. április 24.    | Prága, Sparta-pálya       | Csehszlovákia | 4 – 1        | Magyarország  | barátságos   | -            |              |
| 7.           | 1927. június 12.     | Budapest. Üllői úti pálya | Magyarország  | 13 – 1       | Franciaország | barátságos   | -            |              |
| 8.           | 1927. szeptember 25. | Budapest. Üllői úti pálya | Magyarország  | 5 – 3        | Ausztria      | Európa-kupa  | -            |              |
| 9.           | 1928. április 22.    | Budapest, Üllői úti pálya | Magyarország  | 2 – 0        | Csehszlovákia | Európa-kupa  | -            |              |
| 10.          | 1929. május 5.       | Bécs, Hohe Warte          | Ausztria      | 2 – 2        | Magyarország  | barátságos   | -            |              |
|              | Összesen             |                           |               | 10           | mérkőzés      |              | 0            | gól          |